# Gałkowskie Gminne Kółko Łowieckie
Gałkowskie Gminne Kółko Łowieckie (początkowo przed oficjalną rejestracją Gminne Kółko Łowieckie w Gałkówku) - lokalne stowarzyszenie miłośników łowiectwa, powstałe w 1925, zarejestrowane w styczniu 1926.  

## Powstanie kółka łowieckiego w Gałkówku
Kółko łowieckie w Gałkówku koło Łodzi powstało w 1925 w odrodzonej Polsce z inicjatywy powszechnie znanych i szanowanych obywateli Gminy Gałkówek. Statut Kółka został zarejestrowany w styczniu 1926. W gronie założycieli byli:  
- ks. Antoni Machnikowski, proboszcz parafii Świętej Trójcy w Gałkowie Dużym;
- Zygmunt Kosiński, leśniczy;
- Józef Pieczewski, sekretarz Gminy Gałkówek;
- Władysław Bielecki, gospodarz w Różycy;
- Emil Grams, gospodarz w Kolonii-Gałkówek.
- Franciszek Bańkowski, Antoni Jagiełło, Władysław Nyk, Stanisław Zrobek, gospodarze z Gałkowa.

## Działalność
Pierwszym prezesem Kółka został Józef Pieczewski (1926-1929). Koło, liczące 15-18 osób, dzierżawiło tereny łowieckie wsi Gałków, Kurowice, Borowa (razem 1877 ha terenu).
W grudniu 1930 wybrano nowy zarząd, który działał w składzie: 
- Teodor Nyk - przewodniczący;
- Franciszek Bańkowski, wiceprzewodniczący;
- Wacław Perliński, łowczy;
- Zygmunt Kosiński, sekretarz;
- Stanisław Jaroszyński, skarbnik.
- Antoni Jagiełło, Władysław Nyk, członkowie zarządu.

Gałkowskie Gminne Kółko Łowieckie w 1930 liczyło 22 członków rzeczywistych, przed wybuchem II Wojny Światowej nawet 49 członków, w tym dwóch oficerów wojskowych i jednego policjanta. 